# Джон Річардсон (адмірал)
Джон Майкл Річардсон (англ. John Michael Richardson; нар. 1960, Пітерсбург, Вірджинія) — американський воєначальник, адмірал Військово-морських США (2012), 31-й керівник військово-морськими операціями (з 2015 року).

## Біографія
Джон Річардсон поступив на навчання до Військово-морської академії США, яке закінчив у 1982 році. Військову службу проходив переважно у підводних силах американського флоту, на атомних підводних човнах «Парче», «Солт-Лейк-Сіті», «Джордж Маршалл».
У подальшому проходив службу на різнорідних штабних та командних посадах, був капітаном багатоцільового атомного підводного човна «Гонолулу» типу «Лос-Анджелес», очолював 12-у експериментальну та 8-му ескадри ПЧ, командування ПЧ союзників «Південь». Також був начальником штабу морських сил США в Європі та Африці, радником Президента США з морських питань, директором департаменту стратегічних та політичних питань Міжвидового Командування Збройних сил США.
З 2012 до 2015 — Директор Управління ядерних програм ВМС. 13 травня 2015 року адмірала Дж. Річардсона Президент США Барак Обама номінував на посаду начальника військово-морськими операціями ВМС США; до виконання обов'язків приступив 18 вересня 2015 року.